# Фолья, Антониу
Антониу Жозе душ Сантуш Фолья (порт. António José dos Santos Folha; род. 21 мая 1971, Вила-Нова-ди-Гая, Португалия) — португальский футболист и тренер. Участник чемпионата Европы 1996 года. Чемпион мира 1989 года в составе молодёжной сборной Португалии.

## Клубная карьера
Антониу Фолья родился в городе Вила-Нова-де-Гайя округа Порту. В своей карьере он выступал, в основном, за «Порту», периодически отправляясь в аренду в клубы Португалии, Бельгии и Греции. В общей сложности за свою карьеру в составе «драконов» он завоевал 18 трофеев (в том числе семь титулов Суперлиги и пять Кубков Португалии). Наибольший успех пришёлся на период с 1994 по 1998 годы, в течение которых Антониу вместе с командой завоевал 4 чемпионства подряд, внеся большую роль в успехи клуба.
В конце сезона 2002/2003 в возрасте 32 лет Фолья покинул «Порту», перейдя в клуб второго португальского дивизиона «Пенафиел». В первый же год с новой командой завоевал путёвку в Суперлигу.

## Карьера тренера
В 2005 году Фолья завершил свою карьеру игрока и сразу же вошёл в тренерский штаб своей последней команды, два сезона отработав в качестве ассистента главного тренера. Позднее тренировал команды «Порту» различных уровней и возрастов.
В июне 2018 года Фолья заменил на посту главного тренера «Портимоненсе» ушедшего в «Пасуш де Феррейра» Витора Оливейру. В первый сезон у руля команды из Алгарве Антониу завершил на 12-м месте в чемпионате, однако сезон 2019/2020 сложился тяжелее — к середине первенства «Портимоненсе» шёл на втором месте с конца турнирной таблицы, вследствие чего 15 января 2020 года контракт с наставником был разорван.

## Карьера в сборной
Антониу Фолья выступал за национальные команды Португалии различных возрастов, а в 1989 году даже стал чемпионом молодёжного первенства мира.
За основную сборную Португалии дебютировал в апреле 1994 года, в 23-летнем возрасте выйдя на замену товарищеского поединка с норвежцами. В 1996 году попал в заявку Португалии на чемпионат Европы; на турнире принял участие в двух играх группового этапа, а также четвертьфинальной встрече. Всего за «Селесао» Фолья провёл 26 игр, пять раз отличившись забитыми мячами.
Голы за сборную Португалии
| # | Дата            | Место                                | Противник   | Счёт | Итог | Соревнование         |
| - | --------------- | ------------------------------------ | ----------- | ---- | ---- | -------------------- |
| 1 | 5 сентября 1993 | Кадриорг, Таллин, Эстония            | Эстония     | 0:2  | 0:2  | квалификация ЧМ 1994 |
| 2 | 18 декабря 1994 | Эштадиу да Луш, Лиссабон, Португалия | Лихтенштейн | 6:0  | 8:0  | квалификация ЧЕ 1996 |
| 3 | 26 января 1995  | Роджерс-арена, Ванкувер, Канада      | Канада      | 0:1  | 1:1  | Кубок Скайдома       |
| 4 | 21 февраля 1996 | Эштадиу даш Анташ, Порту, Португалия | Германия    | 1:1  | 1:2  | товарищеский матч    |
| 5 | 29 мая 1996     | Лэнсдаун Роуд, Дублин, Ирландия      | Ирландия    | 0:1  | 0:1  | товарищеский матч    |

## Достижения
Командные
 «Порту»
- Чемпион Португалии: (7) 1991/92, 1994/95, 1995/96, 1996/97, 1997/98, 1998/99, 2002/03
- Обладатель Кубка Португалии: (5) 1993/94, 1997/98, 1999/2000, 2000/01, 2002/03
- Обладатель Суперкубка Португалии: (6) 1991, 1993, 1994, 1996, 1998, 1999

 АЕК
- Обладатель Кубка Греции: (1) 2001/02

Международные
 Португалия (до 20)
- Чемпион мира среди молодёжных команд: (1) 1989